# United-Air-Lines-Flug 227
Der United-Air-Lines-Flug 227 (Flugnummer: UA227, Funkrufzeichen: UNITED 227) war ein Inlandslinienflug der United Air Lines von New York City nach San Francisco mit Zwischenstopps in Cleveland, Chicago, Denver und Salt Lake City. Am 11. November 1965 ereignete sich auf diesem Flug ein schwerer Flugunfall im vierten Flugabschnitt, als eine Boeing 727-22 nach einer Bruchlandung auf dem Salt Lake City International Airport in Flammen aufging. Von 91 Insassen starben 43, außerdem gab es 35 Verletzte.

## Maschine
Bei dem verunglückten Flugzeug handelte es sich um eine Boeing 727-22, die zum Zeitpunkt des Unfalls achteinhalb Monate alt war. Die Maschine wurde im Werk von Boeing auf dem Boeing Field im Bundesstaat Washington montiert. Sie trug die Werknummer 18322, es handelte sich um die 130. Boeing 727 aus laufender Produktion. Die Maschine absolvierte am 25. Februar 1965 ihren Erstflug, ehe sie am 7. April 1965 mit dem Luftfahrzeugkennzeichen N7030U neu an die United Airlines übergeben wurde. Das dreistrahlige Mittelstrecken-Schmalrumpfflugzeug war mit drei Turbojettriebwerken des Typs Pratt & Whitney JT8D-7 ausgestattet. Bis zum Zeitpunkt des Unfalls hatte die Maschine eine Gesamtbetriebsleistung von 1.781 Betriebsstunden absolviert.

## Besatzung und Passagiere
Den Flug auf dem betroffenen Flugabschnitt hatten 85 Passagiere angetreten. Es befand sich eine sechsköpfige Besatzung an Bord, die sich in eine jeweils dreiköpfige Cockpit- und Kabinenbesatzung aufteilte. Die Cockpitbesatzung bestand aus einem Flugkapitän, einem Ersten Offizier und einem zweiten Offizier.
- Der 47-jährige Flugkapitän Gale C. Kehmeier arbeitete seit dem 1. Juli 1941 für die United Air Lines. Er verfügte über Musterberechtigungen für die Flugzeugtypen Boeing 707, Boeing 720, Boeing 727, Douglas DC-3, Douglas DC-4, Douglas DC-6, Douglas DC-7. Von seinen 17.743 Stunden Flugerfahrung hatte er 334 Flugstunden in der Boeing 727 und 1.510 in der Boeing 720 absolviert.
- Der 39-jährige Erste Offizier Philip E. Spicer arbeitete seit dem 22. September 1955 für United Air Lines. Von seinen 6.074 Stunden Flugerfahrung hatte er 84 im Cockpit der Boeing 727 absolviert.
- Der 28-jährige Zweite Offizier Ronald R. Christensen gehörte seit dem 27. Januar 1964 der United Air Lines an. Seine kumulierte Flugerfahrung belief sich auf 1.027 Flugstunden. In der Funktion des Zweiten Offiziers an Bord der Boeing 727 hatte er 166 Flugstunden absolviert.

Die dreiköpfige Kabinenbesatzung setzte sich aus drei Flugbegleiterinnen zusammen:
- Die Flugbegleiterin Victoria J. Cole war am 17. Januar 1961 durch die United Air Lines eingestellt worden.
- Die Flugbegleiterin Faye B. Johns gehörte seit dem 24. Juli 1964 der United Air Lines an.
- Die Flugbegleiterin Annette P. Folz hatte ihren Arbeitsvertrag mit der United Air Lines am 16. September 1964 unterzeichnet.

## Unfallhergang

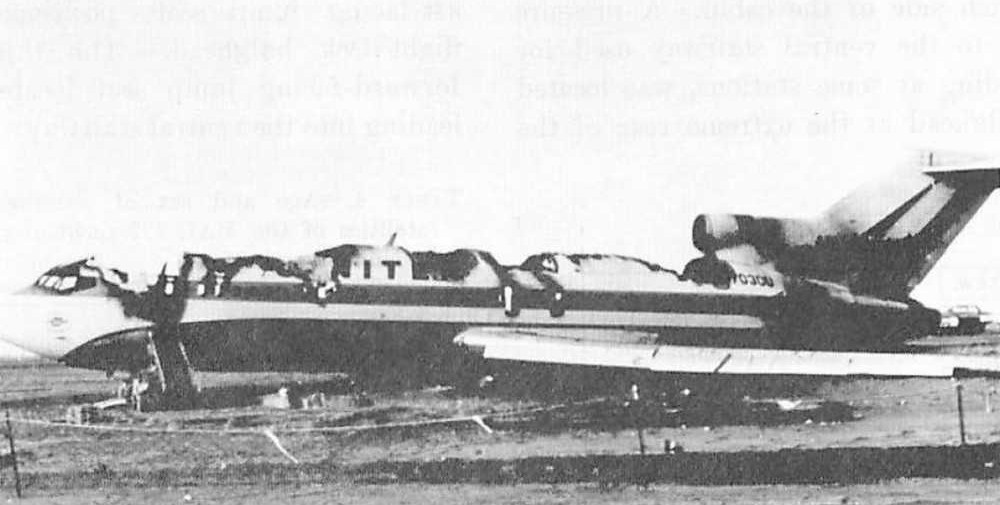
Das Wrack der Maschine nach dem Brand

Die Maschine hob um 10:35 Uhr Ortszeit vom LaGuardia Airport zu einem Flug nach San Francisco mit Zwischenstopps in Cleveland, Chicago, Denver und Salt Lake City ab. In Denver wechselte die Flugbesatzung. Die Maschine hob um 16:54 Uhr in Denver ab. Während des Fluges war der Erste Offizier der Pilot Flying, während der Flugkapitän den Flug überwachte. Um 17:35 Uhr erhielt die Besatzung vom Area Control Center in Salt Lake City die Freigabe zum Sinkflug auf 16.000 Fuß. Um 17:47 Uhr wurde durch die Flugsicherung in Salt Lake City die Freigabe zum Anflug erteilt. Um 17:48 Uhr antwortete der Flugkapitän auf die Frage der Flugsicherung nach der Flughöhe der Maschine, dass man sich in 10.000 Fuß Höhe befinde, die Geschwindigkeit auf 250 Knoten reduziert und die Landebahn in Sicht habe. Die Maschine befand sich zu diesem Zeitpunkt in einer zu großen Höhe für einen Anflug. Im nächsten Augenblick wurde ein Sinkflug eingeleitet, der jedoch mit 2.300 Fuß (ca. 700 Meter) pro Minute dreimal so steil war wie empfohlen. Gegen 17:49:30 Uhr überflog die Maschine den Outer Marker in einer Höhe von 8.200 Fuß (ca. 2.500 Meter) und befand sich damit mehr als 2.000 Fuß (mehr als 600 Meter) über dem Gleitpfad. Um 17:51 Uhr – und damit eine Minute vor dem Aufprall – befand sich die Maschine in 6.300 Fuß (1.920 Meter) Höhe und immer noch 1.300 Fuß (ca. 400 Meter) über dem Gleitpfad. Zu diesem Zeitpunkt griff der Erste Offizier in der Absicht, den Schub zu erhöhen, nach dem Schubhebel. Der Kapitän wischte seine Hand daraufhin beiseite und sagte: „Noch nicht!“. Rund 30 Sekunden vor dem Aufprall befand sich die Maschine 1.000 Fuß (ca. 305 Meter) oberhalb und 1,25 Meilen vor der Landebahn. Der Flugkapitän sagte nach dem Unfall aus, er habe zu diesem Zeitpunkt Schub gegeben, um einen Fehlanflug durchzuführen, wobei die Triebwerke nicht rechtzeitig auf die Eingabe reagiert hätten. Die Aussagen der anderen beiden Besatzungsmitglieder sowie die Daten des Flugdatenschreibers ergaben hingegen übereinstimmend, dass erst zehn Sekunden vor dem Aufprall voller Schub gegeben wurde.
Die Maschine prallte um 17:52 Uhr etwa 335 Fuß (ca. 100 Meter) vor der Landebahn auf eine Grünfläche und schlitterte 2.838 Fuß (ca. 865 Meter) weit, bevor sie zum Stehen kam. Bei dem Aufprall wurde durch ein Überschreiten der strukturellen Belastungsgrenzen das Triebwerk Nr. 1 (links) abgerissen, außerdem brach das Hauptfahrwerk, welches durch den Rumpf der Maschine ins Kabineninnere gedrückt wurde. Hierbei wurden Kraftstoffleitungen durchtrennt, wodurch sich ein Brand im Kabineninneren entwickelte. Durch die Ereignisse verwandelte sich der überlebbare Unfall in einen tödlichen. Der Brand und die Rauchgase breiteten sich zügig im Kabineninneren aus. Keiner der Insassen erlitt durch den Aufprall tödliche Verletzungen. Der nachfolgende Brand kostete dagegen 43 Insassen das Leben.

## Ursache
Dem Flugkapitän Gale C. Kehmeier wurde die volle Verantwortung für den Unfall zugeschrieben. Als Kapitän, der den Flug überwachte, habe er einen Sinkflug aus einer zu hohen Flughöhe einleiten lassen, anstatt einen Fehlanflug durchzuführen, und habe hierbei zugelassen, dass die empfohlene Sinkrate erheblich überschritten wurde. Schließlich habe er den Versuch des Ersten Offiziers, durch Schuberhöhung einen Aufprall rechtzeitig zu verhindern, unterbunden und damit die tödlichen Folgen des Unfalls herbeigeführt. Die Maschine sei schließlich mit einer Vertikalbeschleunigung von 14,7 g zu Boden gegangen. Durch die Aufprallkräfte sei das linke Hauptfahrwerk abgebrochen, während das rechte Hauptfahrwerk die Rumpfunterseite durchschlug, wodurch unter Druck stehende Kraftstoffleitungen durchtrennt wurden. Von den 50 Überlebenden, die die Maschine verließen (letztlich überlebten 48 Insassen, darunter die sechsköpfige Besatzung und 42 Passagiere), hatten viele schwere Brandverletzungen erlitten.
Das Civil Aeronautics Board (CAB), welches die Untersuchung durchführte, stellte fest, dass Kapitän Kehmeier unterqualifiziert war. Als ursprünglicher Kapitän der Douglas DC-6 sei er bei Weiterbildungsprüfungen für strahlgetriebene Flugzeuge zunächst durchgefallen, woraufhin die Weiterbildung zunächst abgebrochen und Kehmeier weiter auf der DC-6 eingesetzt wurde. Erst im zweiten Anlauf habe er sich für das Führen von strahlgetriebenen Flugzeugen qualifiziert.